# Професійна колегія
Професійна колегія — це юридичні особи, яким доручено обслуговувати суспільні інтереси шляхом регулювання професійної діяльності.
Більшість професійних колегій законодавчо закріплені як вимоги до роботи у певній області. Наприклад, жоден працівник в Онтаріо не може працювати за спеціальністю без членства в Коледжі торгівлі Онтаріо.
Професійні колегії наділені певними повноваженнями та обов'язками парламентськими актами. Їм доручено захищати громадськість шляхом розслідування випадків неналежної поведінки з боку учасників, а також вигнання чи висунення звинувачень учасникам, винним у порушеннях.
Неправомірна поведінка може включати умисні зловмисні дії, але також може містити недотримання стандартів компетентності, встановлених колегією, або недотримання встановленого етичного кодексу, або порушення одного з підзаконних актів, прийнятих колегією.
Крім розслідування неправомірних дій, вони повинні вести громадський реєстр членів.